# ソニック・ユース

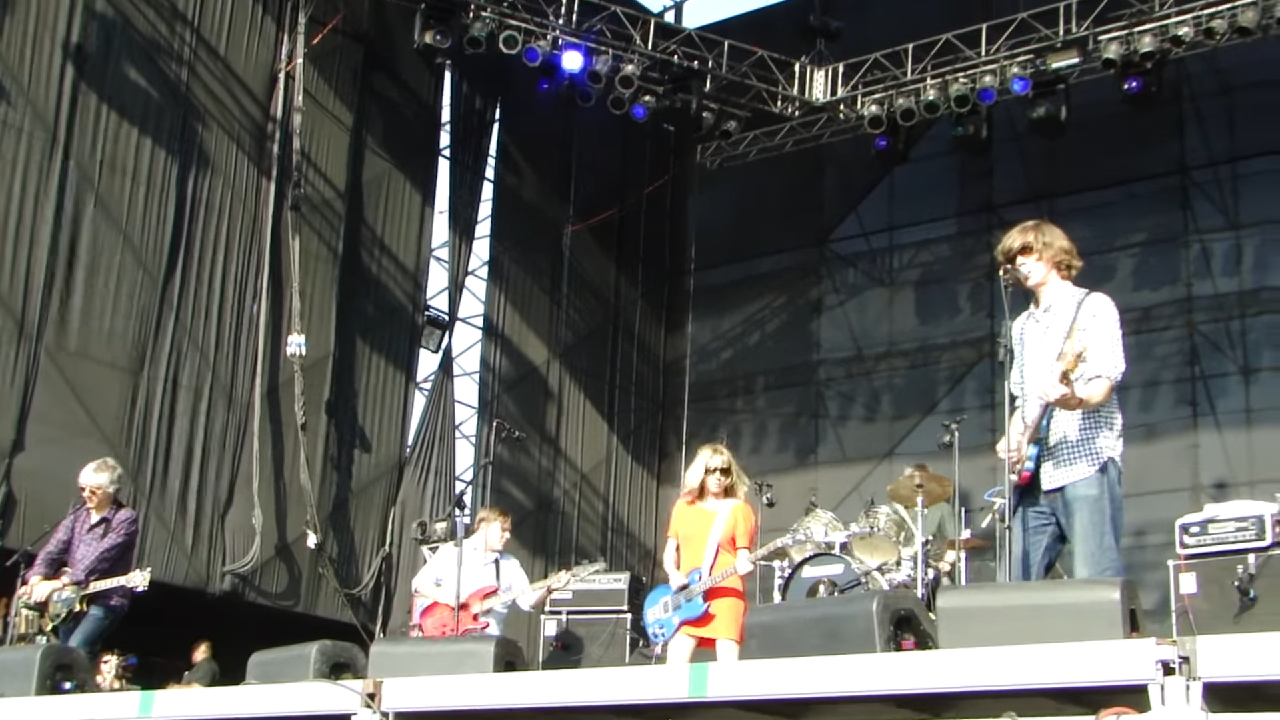
Sonic Youth 2011

ソニック・ユース（Sonic Youth）は、1981年に結成されたニューヨーク出身のバンド。
1980年代以降におけるアメリカのインディーシーンにおいて、ノイズパンクの雄として君臨。後のグランジ、オルタナティヴ・ロックムーヴメントへ大きな影響を与え、自身らも満を持してメジャーへと移行。以後、メジャーとインディーを行き来しつつ、活動を続けていたが、2011年に活動停止した。

## メンバー
- サーストン・ムーア（ギター、ボーカル）
  - バンドの実質的リーダー。父は大学教授。身長198cmの長身である。フェンダーのジャズマスターを好んで使う。
  - 「ローリング・ストーンの選ぶ歴史上最も偉大な100人のギタリスト」において2003年は第34位、2011年の改訂版では第99位。

- キム・ゴードン（ベース、ギター、ボーカル）
  - オーティス・カレッジ・オブ・アート・アンド・デザイン卒。自身のバンド、フリー・キトゥンでも作品を発表している。音楽活動のほかにファッションブランド「x-girl」の立ち上げ時のデザイナーを務めた経験もある。
  - 2012年に即興ユニット、ボディ／ヘッド、2015年には実験音楽ユニット、グリッターバストを結成。2019年には初のソロアルバムをリリースするなど、ソニック・ユースの活動停止後も精力的に音楽活動を行っている。
  - 2015年、自伝『Girl in a Band: A Memoir』を出版、同年、その日本語版『GIRL IN A BAND　キム・ゴードン自伝』（DU BOOOKS）も刊行された。

- リー・ラナルド（ギター、ボーカル）
  - 低い声が特徴。ニューヨーク州立大学ビンガムトン校卒。
  - 「ローリング・ストーンの選ぶ歴史上最も偉大な100人のギタリスト」において2003年は第61位、2011年の改訂版では削除された。

- スティーヴ・シェリー（ドラム）
  - キャット・パワー等を輩出した名門インディレーベル、"Smells Like Records"を主宰。子供の頃からのアイドルとして、リンゴ・スターの名を挙げており、自身のドラムスタイルも多大な影響を受けている。

- マーク・イボルド（ベース）
  - ペイヴメント、フリー・キトゥンのベーシスト。2006年の『ラザー・リップト』ツアーから加入。

### 過去のメンバー
- ジム・オルーク（道楽）
  - 2002年から参加。『ソニック・ナース』日本盤発売の際には担当パート「道楽」として紹介される。実際にはベース、ギター、シンセサイザーなど幅広く担当し、ミキシングも手がけた。
  - 2005年、映画音楽やソロ活動に携わる為に一時的にバンドを離脱。以降ジャンルを問わないマルチプレイヤーとして第一線で活動中。

- リチャード・エドソン（ドラム）
  - 映画俳優になるため1982年に脱退。俳優としては『ストレンジャー・ザン・パラダイス』『プラトーン』『ドゥ・ザ・ライトシング』などに出演。

- ボブ・バート（ドラム）
  - 1982-1984年まで在籍。その後ジョン・スペンサー率いるプッシー・ガロアに加入。

## 概要
バンドとしては、ボーカリストが3人もいる変則的なスタイル。
1970年代後半にニューヨークで活動を開始した。ムーアとゴードンが、デイヴ・キーエイ、アン・デマリニスとともに組んだバンド（バンド名はメイル・ボンディング、レッド・ミルク、アルカディアンズ、そしてソニック・ユースと変化）が母体となった。
1981年、デマリニスの脱退後、ムーアとゴードンは、現代音楽家グレン・ブランカが主宰するギター・オーケストレーションのグループで演奏していたこともあるリー・ラナルドと出会い、ソニック・ユースに誘った。ドラムにはあまり恵まれず、実力不足で何回か交代している。
グループ名は、元MC5のギタリスト、フレッド “ソニック” スミス（パティ・スミスの亡き夫）が好きだったのと、サーストンが好きなレゲエのアーティストに“ユース”という言葉の付いた者が多かったので思いついた名前だが、本人曰くあまり意味は無いらしい。バンド名を変えてアルバムを出すことも多かったことから、それほどバンド名に執着は無い様子でもある。
ジャンルとしては、ノイズロック、グランジ、オルタナに分類される（ときおり日本独自のジャンル分けとしてボアダムスらとともに「ジャンク」とも呼ばれることがあったが、サーストンは嫌っていた）。サーストン・ムーアは「エレキ・ギターを聴くということはノイズを聞くこと」との持論があり、ギターノイズだけの曲、ポエトリー・リーディングのような曲など、実験的な曲も多い。自分でオリジナルのコードを考えたり変則的チューニングを多用する。
当初アメリカでは人気が出ず、ニュー・ウェイヴが全盛期だったイギリスを始めとするヨーロッパで評価された。イギリスではパブリック・イメージ・リミテッドのツアーの前座として活動した。長年インディーズ・レーベルで活動。1988年発表のアルバム『デイドリーム・ネイション』が傑作と評され、バンドはメジャーのDGCレコード（当時ゲフィン・レコード傘下、2011年現在はインタースコープ・レコード傘下）と契約を果たした。自分達がメジャーシーンに移行することで、オルタナシーン全体の過小評価を覆したいとの思いが強かった。実験的な楽曲が多く、その音楽性には高い評価があるものの、セールス面との対比から「無冠の帝王」などと揶揄されることもあった。
2006年の『ラザー・リップト』のリリースをもって、インタースコープとの契約が満了したが、バンドはその後マタドール・レコードと契約して（日本のみホステス・エンタテインメントと契約）再びインディーズに戻った。2009年、移籍第1作となる『ジ・エターナル』をリリースした。
2011年、11月に行われた南米ツアーを最後に、バンド活動を停止した。

## 交流
ソニック・ユースを尊敬している、または親交のあるバンド、メンバーに曲のプロデュースを手伝ってもらったバンドは非常に多い。特に、アンダーグラウンドのバンドやアートスクール系のバンドが多い。
メンバーであるスティーブ・シェリーは、自主レーベル、スメルズ・ライク・レコードを運営するなど、アンダー・グラウンドへ目を向け、有能なアーティストをメジャー・シーンへ紹介することもしばしばあり「ソニック・ユースがお気に入りにあげている」といった冠詞はよく目にするものである。ニルヴァーナやダイナソーJr.といったバンドも、ソニック・ユースに見初められたバンドである。
日本のバンドでは、ボアダムス、少年ナイフ、灰野敬二らと親交がある。

## その他
- サーストンとキムはおしどり夫婦で有名であったが、2011年10月に27年の結婚生活を終え離婚[10]。
- 1994年7月1日、サーストンとキムは一人娘の「ココ」を授かる。後にココはモデル、アーティストとして活動。彼女が出演したミュージックビデオは以下の通り。
  - ダイナソーJr. - "Been There All The Time" （2007年） ※父との共演。
  - キム・ゴードン - "I'm a Man" （2024年）
  - キム・ゴードン - "Bye Bye"（2024年） ※監督はレッド・ホット・チリ・ペッパーズのベーシスト、フリーの娘であるクララ・バルザリー。
- サーストンは半分以上の曲でギターの変則チューニングを使っているため、多くの曲はレギュラーチューニングでコピーすることが難しい。
- キムについて歌ったレイプマンの"Kim Gordon's Panties"という曲がある（なお、レイプマンとのスプリット・ギグ時に、彼らがこの曲を演奏したことにサーストンが激怒し、後でボーカルのスティーヴ・アルビニをボコボコにした、という真偽不明のエピソードもある）。

## ディスコグラフィ

### スタジオ・アルバム
- コンフュージョン・イズ・セックス - Confusion Is Sex（1983年）
- バッド・ムーン・ライジング - Bad Moon Rising（1985年）
- EVOL - EVOL（1986年）
- シスター - Sister（1987年）
- デイドリーム・ネイション - Daydream Nation（1988年）
- GOO - GOO（1990年）メジャーのゲフィン移籍第一弾
- ダーティ - Dirty（1992年）ジャケットはマイク・ケリーの作品より。
- エクスペリメンタル・ジェット・セット、トラッシュ・アンド・ノー・スター - Experimental Jet Set, Trash & No Star（1994年）
- ウォッシング・マシーン - Washing Machine（1995年）
- ア・サウザンド・リーヴズ - A Thousand Leaves（1998年）
- SYR4・グッバイ・20th・センチュリー - SYR4 Goodbye 20th Century (1999年)
- NYC ゴースツ&フラワーズ - NYC Ghosts & Flowers NYC（2000年）
- ムーレイ・ストリート - Murray Street（2002年）
- ソニック・ナース - Sonic Nurse（2004年）
- ラザー・リップト - Rather Ripped（2006年）
- ジ・エターナル - The Eternal（2009年）

### コンピレーション・アルバム
- メイド・イン・USA - MADE IN USA (1995年)
- スクリーミング・フィールズ・オブ・ソニック・ラヴ - Screaming Fields Of Sonic Love（1995年）
- ザ・デストロイド・ルーム・Bサイド・アンド・レアリティーズ - The Destroyed Room: B-sides and Rarities (2006年)

### EP
- ソニック・ユース - Sonic Youth (1982年)
- キル・ユア・アイドルズ - Kill Yr Idols（1993年）
- TV・シット - TV Shit（1993年）
- シルヴァー・セッション・フォー・ジェイソン・クヌース - Silver Session for Jason Knuth（1998年）

### SYR（ソニック・ユース・レコーディング）シリーズ
ソニック・ユースが立ち上げた実験音楽レーベル
- SYR1: Anagrama（1997年）
- SYR2: Slaapkamers Met Slagroom（1997年）
- SYR3: Invito Al Ĉielo（1997年）
- SYR4: Goodbye 20th Century （1999年）Sonic Youth and others
- SYR5: ミュージカル パースペクティブ（2000年）Kim Gordon/Ikue Mori/DJ Olive
- SYR6: Koncertas Stan Brakhage Prisiminimui（2005年）
- SYR7: Ted Hughes（2008年）
- SYR8: Andre Sider Af Sonic Youth（2008年）with Mats Gustafsson and Merzbow
- SYR9: Simon Werner a Disparu（2011年）

### DVD
- コーポレイト・ゴースト-ザ・ビデオ： 1990-2002（2004年）